# Родригес, Эмилиано (футболист)
Эмилиа́но Родри́гес Роса́лес (исп. Emiliano Rodríguez Rosales; род. 16 июля 2003, Монтевидео) — уругвайский футболист, нападающий клуба «Бостон Ривер».

## Клубная карьера
Родригес — воспитанник клубов Белья Виста и «Бостон Ривер». 6 февраля 2022 года в матче против «Пласа Колония» он дебютировал в уругвайской Примере в составе последнего. 8 мая в поединке против «Рентистас» Эмилиано забил свой первый гол за «Бостон Ривер». 

## Международная карьера
В 2023 году в составе молодёжной сборной Уругвая Родригес принял участие в молодёжном чемпионате Южной Америки в Колумбии. На турнире он сыграл в матчах против сборных Боливии, Парагвая, Бразилии, а также дважды Эквадора.